# Sussey
Sussey est une commune française située dans le canton d'Arnay-le-Duc du département de la Côte-d'Or, en région Bourgogne-Franche-Comté.

## Géographie
En bordure du parc naturel régional du Morvan, la commune de Sussey se situe entre Saulieu et Arnay-le-Duc, sur la départementale 906 (ex-Nationale 6). Elle est constituée du village de Sussey et de 9 hameaux, sur un territoire de 2 200 hectares.

### Lieux-dits et écarts
- Le Maupas
- Vouvres
- Les roches de Vouvres
- Pierre-Pointe
- Melsey
- Chelsey
- Moulin Brûlard
- Argey
- Viécourt

### Climat
Pour des articles plus généraux, voir Climat de la Bourgogne-Franche-Comté et Climat de la Côte-d'Or.
En 2010, le climat de la commune est de type climat des marges montargnardes, selon une étude du Centre national de la recherche scientifique s'appuyant sur une série de données couvrant la période 1971-2000. En 2020, Météo-France publie une typologie des climats de la France métropolitaine dans laquelle la commune est exposée à un climat océanique altéré et est dans la région climatique  Lorraine, plateau de Langres, Morvan, caractérisée par un hiver rude (1,5 °C), des vents modérés et des brouillards fréquents en automne et hiver. 
Pour la période 1971-2000, la température annuelle moyenne est de 9,8 °C, avec une amplitude thermique annuelle de 16,4 °C. Le cumul annuel moyen de précipitations est de 902 mm, avec 12,7 jours de précipitations en janvier et 8 jours en juillet. Pour la période 1991-2020, la température moyenne annuelle observée sur la station météorologique de Météo-France la plus proche, « Pouilly-en-Aux_sapc », sur la commune de Pouilly-en-Auxois à 15 km à vol d'oiseau, est de 10,7 °C et le cumul annuel moyen de précipitations est de 859,1 mm,. Pour l'avenir, les paramètres climatiques de la commune estimés pour 2050 selon différents scénarios d'émission de gaz à effet de serre sont consultables sur un site dédié publié par Météo-France en novembre 2022.

## Urbanisme

### Typologie
Au 1er janvier 2024, Sussey est catégorisée commune rurale à habitat très dispersé, selon la nouvelle grille communale de densité à 7 niveaux définie par l'Insee en 2022.
Elle est située hors unité urbaine et hors attraction des villes,.

### Occupation des sols
L'occupation des sols de la commune, telle qu'elle ressort de la base de données européenne d’occupation biophysique des sols Corine Land Cover (CLC), est marquée par l'importance des territoires agricoles (93,2 % en 2018), une proportion sensiblement équivalente à celle de 1990 (93,5 %). La répartition détaillée en 2018 est la suivante : prairies (63,9 %), terres arables (27,3 %), forêts (3,8 %), zones urbanisées (3 %), zones agricoles hétérogènes (2,1 %). L'évolution de l’occupation des sols de la commune et de ses infrastructures peut être observée sur les différentes représentations cartographiques du territoire : la carte de Cassini (XVIIIe siècle), la carte d'état-major (1820-1866) et les cartes ou photos aériennes de l'IGN pour la période actuelle (1950 à aujourd'hui).

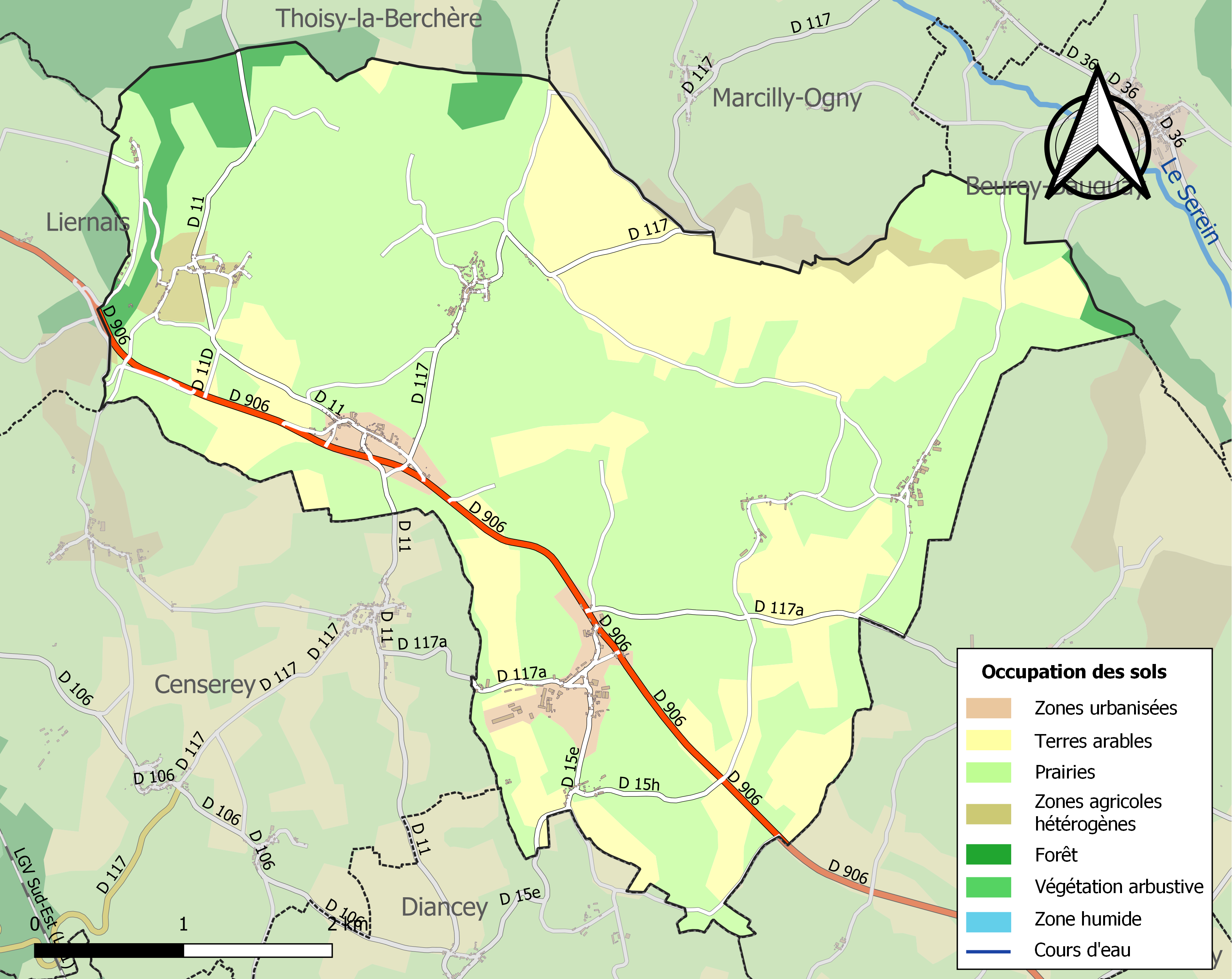
Carte des infrastructures et de l'occupation des sols de la commune en 2018 (CLC).

## Toponymie
Sussiacus (920) ; Suxiacum (1171) ; Susiacum (vers 1192) ; Susseium (1218) ; Sussey (1250) ; Suisseium (1253) ; Suissé (1261) ; Suiseium (1275) ; Suisseyum, Suissey (1290) ; Suissi (1301) ; Suysseyum (XIVe siècle) ; Susseyum (1315) ; Suxey (1397) ; Sucey (1461) ; Sussey (1793).

## Histoire
En 1789, Sussey dépendait de la province de Bourgogne (bailliage de Saulieu).

## Politique et administration
| Période                                  | Période  | Identité       | Étiquette | Qualité              |
| ---------------------------------------- | -------- | -------------- | --------- | -------------------- |
| 1965                                     | 1995     | Pierre Garreau | SE        | Marchand de moutons  |
| juillet 2014                             | en cours | Gérard Sagetat | SE        | Agriculteur retraité |
| Les données manquantes sont à compléter. |          |                |           |                      |

## Démographie
L'évolution du nombre d'habitants est connue à travers les recensements de la population effectués dans la commune depuis 1793. Pour les communes de moins de 10 000 habitants, une enquête de recensement portant sur toute la population est réalisée tous les cinq ans, les populations de référence des années intermédiaires étant quant à elles estimées par interpolation ou extrapolation. Pour la commune, le premier recensement exhaustif entrant dans le cadre du nouveau dispositif a été réalisé en 2007.

En 2022, la commune comptait 244 habitants, en évolution de −4,69 % par rapport à 2016 (Côte-d'Or : +0,82 %, France hors Mayotte : +2,11 %).
| 1793 | 1800 | 1806 | 1821  | 1836  | 1841  | 1846  | 1851  | 1856 |
| ---- | ---- | ---- | ----- | ----- | ----- | ----- | ----- | ---- |
| 808  | 820  | 957  | 1 001 | 1 000 | 1 044 | 1 045 | 1 022 | 897  |

| 1861 | 1866 | 1872 | 1876 | 1881 | 1886 | 1891 | 1896 | 1901 |
| ---- | ---- | ---- | ---- | ---- | ---- | ---- | ---- | ---- |
| 866  | 892  | 914  | 870  | 794  | 810  | 722  | 729  | 681  |

| 1906 | 1911 | 1921 | 1926 | 1931 | 1936 | 1946 | 1954 | 1962 |
| ---- | ---- | ---- | ---- | ---- | ---- | ---- | ---- | ---- |
| 638  | 618  | 532  | 528  | 508  | 501  | 466  | 429  | 376  |

| 1968 | 1975 | 1982 | 1990 | 1999 | 2006 | 2007 | 2012 | 2017 |
| ---- | ---- | ---- | ---- | ---- | ---- | ---- | ---- | ---- |
| 359  | 336  | 315  | 250  | 239  | 243  | 244  | 269  | 248  |

| 2022 | - | - | - | - | - | - | - | - |
| ---- | - | - | - | - | - | - | - | - |
| 244  | - | - | - | - | - | - | - | - |

## Lieux et monuments
- Église paroissiale Saint-Pierre et Saint-Paul, dont les fresques ont été restaurées par Hisao Takahashi.
- Monument aux morts.
- Porte fortifiée.

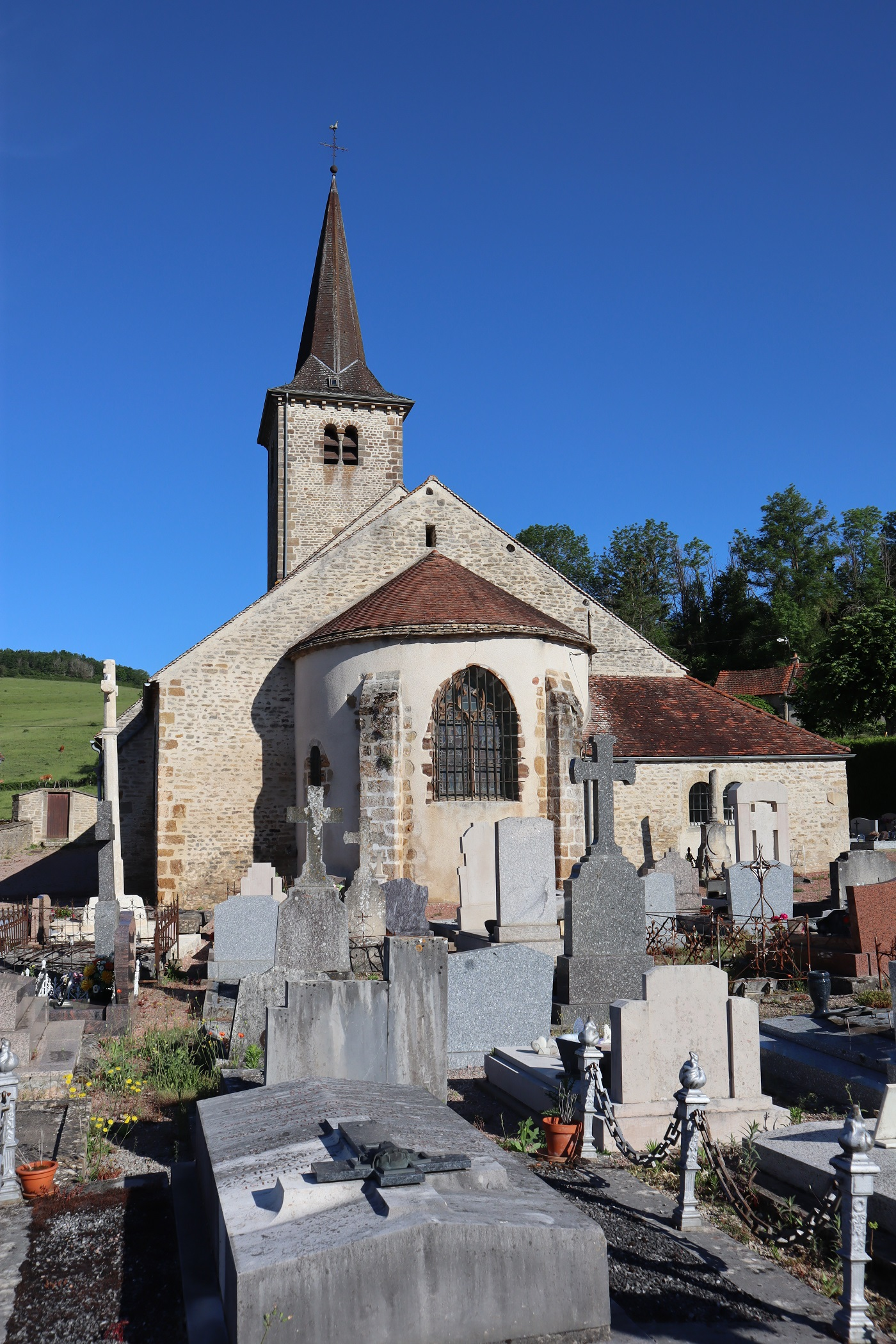
L'église paroissiale Saint-Pierre et Saint-Paul.
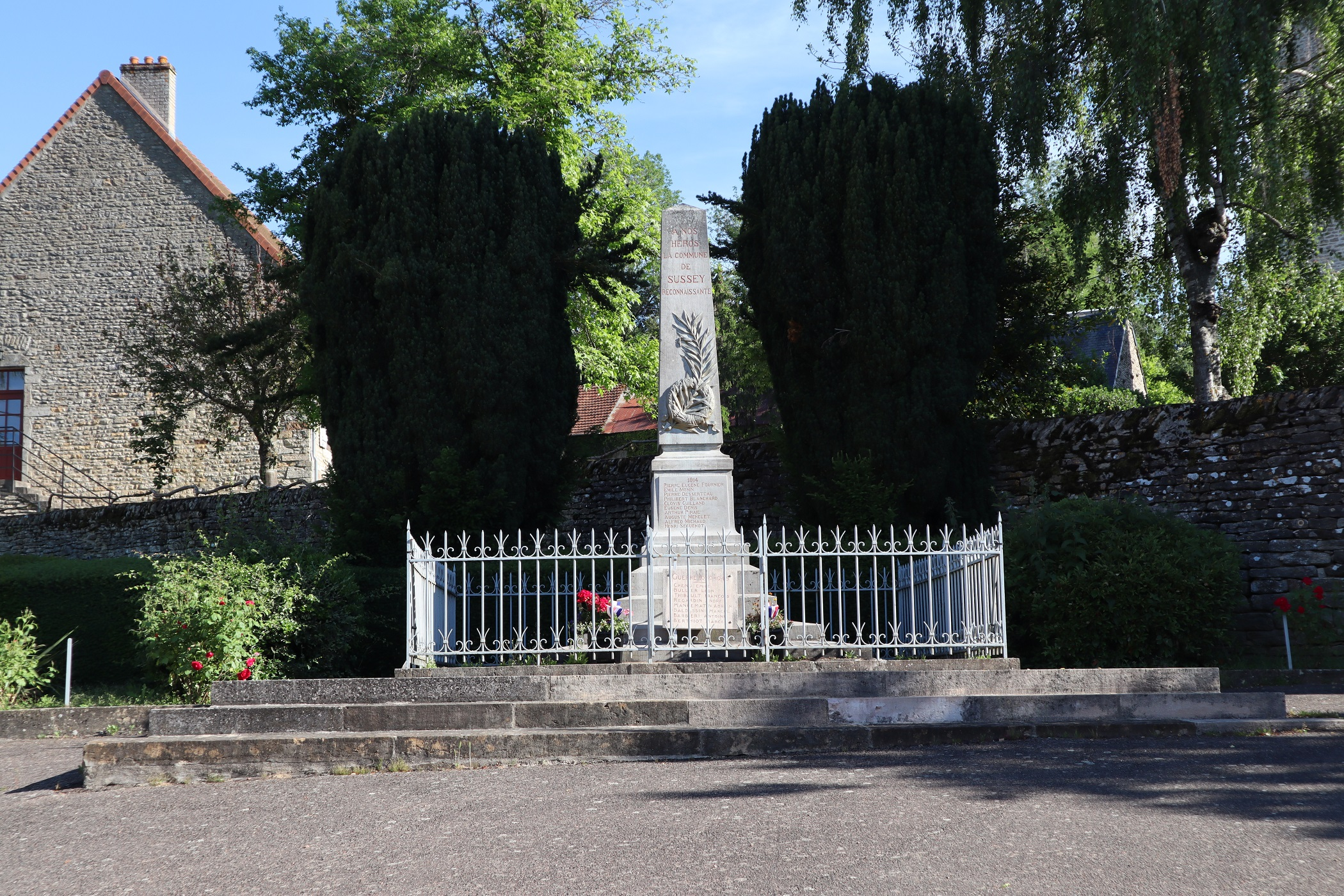
Le monument aux morts.
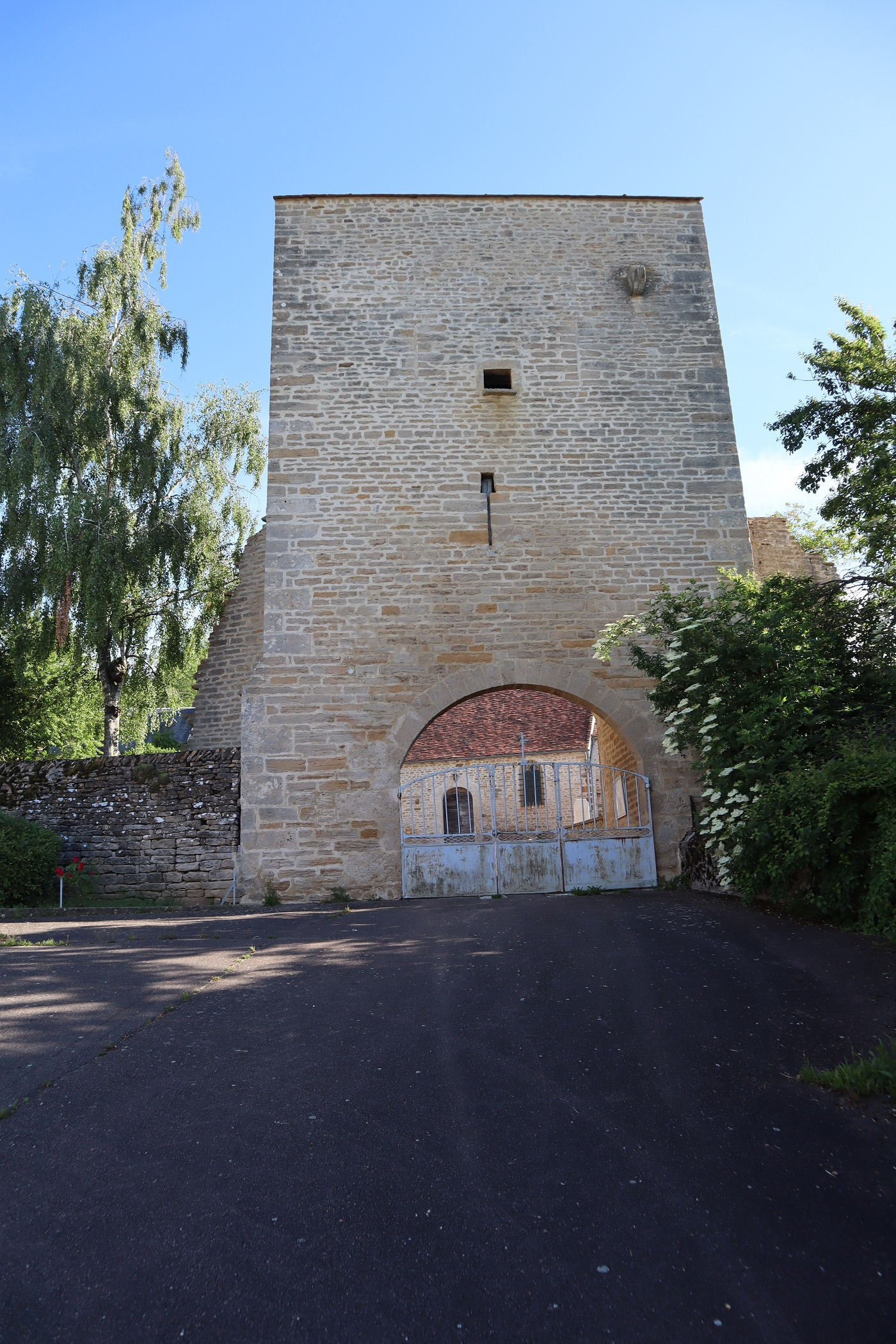
La porte fortifiée.

## Héraldique
| Blason de Sussey | Blason  | De gueules à la croix ancrée d'argent remplie de sable, à la tour couverte d'argent ouverte, ajourée et maçonnée aussi de sable brochant le tout. |
| Blason de Sussey | Détails | Recherche du blason de la commune à la demande du Maire : Pierre GARREAU. Recherches et propositions faites par la Commission Départementale D'Héraldique de Dijon. Approbation, d'un des modèles présentés, par le conseil municipal le 22 mars 1985. Inscription dans l'armoirial des communes par le chanoine MARILLER. Le blason représente les armoiries des seigneurs de SUSSEY (le chapitre cathédrale d'Autun) et la tour de leur "fort de l'église" à Sussey Le statut officiel du blason reste à déterminer. |